# 怪奇大厦
《怪奇大廈》（韓語：괴기맨숀，又譯怪奇公寓），是一部2021年上映的韓國驚慄電影。這是導演趙巴倫的作品，由盛駿、金洪發、金寶羅及Girl's Day隊長素珍領銜主演，2021年6月30日於韓國上映，香港上映時間2021年7月29日，台灣上映時間2021年8月6日。

## 劇情
恐怖網路漫畫作家智宇（盛駿 飾）為了尋找靈感，而造訪了被稱為「怪奇大廈」的老舊大廈。表情令人難以猜透的大廈管理人（金洪波 飾），告訴他大廈所發生的不可思議事件，像是504號、708號等……智宇愈聽愈入迷，開始執著於怪奇大廈所發生的一切……

## 演員陣容

### 主要人物
- 盛駿 飾演 智宇
- 金洪發 飾演 管理人
- 金寶羅 飾演 多海
- 姜有皙 飾演 黴菌篇-留學生
- 素珍 飾演 藥師篇-藥師

### 其他人物
- 李昌勋 飾演 作家篇-小說家
- 金才禾 飾演 藥師篇-藥師同事
- 徐賢宇 飾演 房仲篇-仲介人
- 李碩亨（朝鲜语：이석형 (배우)） 飾演 黴菌篇-霉菌少年
- 元賢俊（朝鲜语：원현준） 飾演 管理人篇-送貨員

## 外部連結
- 互联网电影数据库（IMDb）上《怪奇大厦》的资料（英文）
- 韩国电影数据库（KMDb）上《怪奇大厦》的資料